# Fagaropsis hildebrandtii
Fagaropsis hildebrandtii là một loài thực vật có hoa trong họ Cửu lý hương. Loài này được (Engl.) Milne-Redh. mô tả khoa học đầu tiên năm 1936.